# Kanekonia queenslandica
Kanekonia queenslandica är en fiskart som beskrevs av Gilbert Percy Whitley 1952. Kanekonia queenslandica ingår i släktet Kanekonia och familjen Aploactinidae. Inga underarter finns listade i Catalogue of Life.